# خسرو حسن‌زاده
خسرو حسن‌زاده (۳۰ آذر ۱۳۴۲ – ۱۱ تیر ۱۴۰۲) نقاش و هنرمند چاپگر ایرانی بود.

## زندگی
خسرو حسن‌زاده نقاش، هنرمند آثار چیدمانی و هنرِ اجرا در سال ۱۳۴۲ در تهران در خانواده‌ای از طبقه متوسط زاده شد. او مدتی در جنگ ایران و عراق شرکت داشت.
خسرو حسن‌زاده از جمله نقاشانی بود که در آثار خود همواره دغدغه‌های اجتماعی و تعابیری از فرهنگ عامه و مذهب جایگاه ویژه‌ای دارند. خسرو حسن‌زاده در دانشگاه هنر نقاشی و در دانشگاه آزاد ادبیات فارسی آموخت و چندی شاگرد آیدین آغداشلو بود. او در سال ۲۰۰۳ با بورسی از سیته به پاریس رفت. 
خسرو حسن‌زاده نمایشگاه‌های گروهی و انفرادی متعددی در شهرهای لندن و پاریس و بیروت و دبی برگزار کرده است. آثار این نقاش در بخش غیر رقابتی پنجاه و سومین دوسالانه ونیز و در نمایشگاه دیوان شرق و غرب نیز شرکت داشتند. برخی از آثار او در موزه بریتانیا، موزه هنرهای زیبای لس‌آنجلس، موزه هنرهای زیبای هیوستون، موزه آقاخان تورنتو و موزه هنرهای معاصر ایران نگهداری می‌شوند.
موضوع بیشتر آثار خسرو حسن‌زاده مسائلی است که در جامعه ایرانی با زندگی روزمره و حساسیت‌های بیشتر مردم گره خورده است. جنگ، خانواده، زنان، قهرمانان، ستاره‌ها و چهره‌های محبوب، ورزش‌ها و سنت‌های مردمی، رابطه جامعه ایرانی با غرب، نمونه‌ای از این موضوعات هستند. از این رو است که او آثار خود را هنر مردم می‌نامید.
حسن‌زاده به هنرآفرینی در قالب‌های متفاوت و استفاده از مصالح متعدد، متنوع، و ترکیب مصالح علاقه داشت. بسیاری از آثار او بر پایه چاپ سیلک‌اسکرین که او خود در آن مهارت دارد خلق شدند. کاشی نیز از مصالح مورد علاقه او است که در ترکیب آن با چاپ سیلک و لعابکاری، به بیان هنری تازه‌ای دست‌یافت.
مجموعه «جنگ» حسن‌زاده که دفترچه خاطراتی از هشت جنگ ایران و عراق است نخستین مجموعه شاخص این هنرمند بود که در سال ۱۳۷۷ موجب شهرت او در داخل و خارج از ایران شد. نمایش انفرادی مجموعه یادداشت روزانه که در گالری سیحون تهران به نمایش درآمد نمایش «زندگی، جنگ و هنر» در مرکز هنر دیورامای لندن و نمایش دونفره حسن‌زاده و بیتا فیاضی با عنوان «سقوط» از نمایش‌های شاخص این هنرمند در دهه ۱۳۷۰ بوده‌اند. گزیده‌ای از آثار دهه ۱۳۷۰ به بعد خسرو حسن‌زاده در سال ۱۳۹۷ در گالری ایرانشهر به نمایش درآمد که مجموعه‌های مختلفی همچون «یادداشت‌های جنگ»، «تروریست»، «یا علی مدد» و «پهلوانان» و … را شامل می‌شد. این مرور بر آثار به دنبال نمایش جدیدترین مجموعه آثار حسن‌زاده با عنوان «وارهول نجاتم داد» برگزار شد. خسرو حسن‌زاده سال ۱۴۰۱ نمایشگاهی با عنوان «بازگشت رضا موتوری» در گالری ایرانشهر برگزار کرد.

## درگذشت
خسرو حسن‌زاده ۱۱ تیر ۱۴۰۲ بر اثر مسمومیت الکلی درگذشت.

## نمایشگاه‌ها

### نمایشگاه‌های انفرادی
- انتخاب سیزده نقاشی، گالری جمشیدیه، تهران (۱۳۷۰)
- نقاشی از خسرو حسن‌زاده، گالری برگ، تهران (۱۳۷۳)
- زندگی، جنگ و هنر: نقاشی از خسرو حسن‌زاده، شهر فرنگ مرکز هنر، لندن (۱۳۷۸)
- یادداشت روزانه، گالری سیحون، تهران (۱۳۷۸)
- چادر، گالری سیحون، تهران (۱۳۷۹)
- سقوط ارقام (با بیتا فیاضی)، گالری سیحون، تهران (۱۳۷۹)
- عاشورا (با صادق تیر افکن)، کاخ یونسکو، بیروت (۱۳۸۰)
- هنر چاپ ایران، ایران، مؤسسه توسعه هنرهای تجسمی، زاگرب (۱۳۸۱)
- عاشورا، گالری Janine Rubeiz، بیروت (۱۳۸۱)
- پهلوان، گالری راه ابریشم، تهران (۱۳۸۲)
- آزمایش استحکام تار ابریشم و مخلوط‌ها، در جای دیگر گالری، پنوم پن (۱۳۸۳)
- پهلوان، Janine Rubeiz گالری، بیروت (۱۳۸۳)
- تروریستی، گالری راه ابریشم، تهران (۲۰۰۵)
- خسرو حسن‌زاده، B21 گالری، دبی (۱۳۸۵)
- خسرو حسن‌زاده، KIT Tropenmuseum، آمستردام (۱۳۸۵)

### نمایشگاه‌های گروهی
- گالری ماه، برگزیده ای از آثار ۵۰ هنرمند - تهران (۱۳۸۷)[۱۳][۱۴][۱۵]